# Staatsregeling van de Nederlandse Antillen
De Staatsregeling van de Nederlandse Antillen was de constituerende regeling, dat wil zeggen grondwet, voor het voormalige land (deelstaat) de Nederlandse Antillen dat deel uitmaakte van het Koninkrijk der Nederlanden. Ze werd afgekondigd op 29 maart 1955 per Algemene Maatregel van Rijksbestuur, iets dat expliciet mogelijk werd gemaakt door artikel 59(4) (reeds vervallen) van het Statuut voor het Koninkrijk der Nederlanden, dat enkele maanden daarvoor op 15 december 1954 was afgekondigd. Samen met de Eilandenregeling Nederlandse Antillen, die al in 1951 werd afgekondigd, vormde de staatsregeling de constitutie van de Nederlandse Antillen.